# 11757 Salpeter
A 11757 Salpeter (ideiglenes jelöléssel 2799 P-L) a Naprendszer kisbolygóövében található aszteroida. Cornelis Johannes van Houten,  Ingrid van Houten-Groeneveld és Tom Gehrels fedezte fel 1960. szeptember 24-én.